# Kurni, Hukeri
Kurni là một làng thuộc tehsil Hukeri, huyện Belgaum, bang Karnataka, Ấn Độ.